# بني زيد الغربية
بني زيد هي بلدة فلسطينية في محافظة رام الله والبيرة في فلسطين، شمال وسط الضفة الغربية، تقع على بعد 27 كيلومترا شمال غرب مدينة رام الله، على بعد حوالي 45 كيلومترا شمال غرب القدس وحوالي 6 كيلومترات جنوب غربي مدينة سلفيت. يبلغ عدد سكانها أزيد من 6000 نسمة، تأسست بعد اندماج قريتي دير غسانة  و بيت ريما تشكيلا بلدية عام 1966 أثناء الحكم الأردني.
يرجع اسم بني زيد إلى القبيلة العربية التي منحها السلطان الأيوبي صلاح الدين المنطقة كإقطاعية في القرن الثاني عشر لخدمتها في الجيش الإسلامي خلال الحروب الصليبية الأولى. استوطنها أفراد القبيلة إلى جانب الفلاحين الأصليين في عهد السلطان المملوكي بيبرس في منتصف القرن الثالث عشر. وخلال الحكم العثماني، كانت منطقة بني زيد بمثابة مشيخة تتمتع ببعض القدرات الإدارية. وكانت تتألف من عدة قرى مركزها دير غسّانة. في تلك الفترة، هيمنت عائلة البرغوثي على المشيخة.
خلال الثورة العربية 1936-1939 ضد حكم الانتداب البريطاني، كانت دير غسانة في المقام الأول مسرحا لتجمعات المتمردين والغارات العسكرية البريطانية. احتلت إسرائيل بني زيد خلال حرب 1967، ونُقلت لاحقًا إلى السيطرة الأمنية والإدارية الفلسطينية الكاملة في عام 2000. وفي العام التالي أصبحت أول بلدة خاضعة للسيطرة الفلسطينية تُعرف بأنها موقع العمليات الكبرى التي قامت بها القوات الإسرائيلية خلال الانتفاضة الثانية. أصبحت بني زيد أول منطقة فلسطينية تتولى فيها امرأة رئاسة البلدية، بالتزامن مع مدينة رام الله المجاورة. وذلك بعد انتخاب فتحية البرغوثي رهايم رئيسة للبلدية في عام 2005.
تاريخياً، كان اقتصاد بني زيد يعتمد على محصول الزيتون الذي كان يتم توريده لمصانع الصابون في نابلس. وحتى يومنا هذا، تغطي أشجار الزيتون معظم الأراضي الصالحة للزراعة في البلدة. ومع ذلك، فإن سكان بني زيد اليوم يستمدون دخلهم إلى حد كبير من العمل في الخدمة المدنية والأعمال التجارية الخاصة. هُناك عدد من المواقع الأثرية في بني زيد، بما في ذلك البلدة القديمة في دير غسانة، وعزبة الشيخ صالح البرغوثي، ومقام الشيخ الخواص.

## الأعلام البارزة
ينحدر أفراد عشيرة البرغوثي من محافظة رام الله والبيرة، والتي تضم بني زيد؛ ومن بين الأعضاء البارزين في العشيرة بشير البرغوثي، وهو زعيم شيوعي فلسطيني وصحفي؛ عبد الله البرغوثي، أحد منفذي تفجيرات حماس المُدانين، ومريد البرغوثي، شاعر وكاتب. ومن الشخصيات البارزة الأخرى التي ولدت في بني زيد عبد الله الريماوي، رئيس حزب البعث في الأردن في الخمسينيات، قاسم الريماوي، رئيس وزراء الأردن عام 1980، ومحمود الريماوي، صحفي ومؤلف. ومحمد عبد السلام البرغوثي، الأمين العام للبنك العربي (1944-1952).